# Невельск
Не́вельск (с 1905 по 1946 — Хонто; яп. 本斗) — город-порт на Дальнем Востоке России, административный центр Невельского района Сахалинской области. Расположен на юго-западном побережье острова Сахалин, на берегу залива Невельского Татарского пролива Японского моря, в 94 км от Южно-Сахалинска. Ближайший к Японии город РФ (расстояние до мыса Соя 124 км).
Является одним из самых лавиноопасных городов в России. В черте города протекают реки Ловецкая, Невельская и Казачка.
Население — 10 568 чел. (2024). Назван в честь адмирала Г. И. Невельского.
3 марта 2000 года решением районного Собрания депутатов утверждены герб и флаг города Невельска и Невельского района.

## История
В XVIII—XIX веке на месте Невельска располагались айнские поселения Понто-Кэси, что в переводе означает «на краю озера», и Турумай. Японское название города — Хонто (яп. 本斗) — происходит от айнского Понто-Кэси. В 1789 появились русские землепроходцы.
Между заключением Симодского договора (1855) и Санкт-Петербургского договора (1875) в Хонто была двойная (российская и японская) администрация. Согласно Портсмутскому мирному договору (1905), завершившему Русско-японскую войну (1905), южная часть острова Сахалин отошла к Японии.
С 1905 по 1945 Хонто находился в составе японской губернии Карафуто и являлся городской волостью в уезде Маока.
В 1912 в 20 км к северу от Хонто построен первый на Сахалине рыборазводный завод на реке Ассанай (Сокольники).
В Невельском районе находится ещё один рыбоводный завод на р. Ясноморка. Оба этих завода занимаются разведением осенней кеты.
В Хонто до 1945 года было императорское военное училище.
В 1915 году губернатор Окада Бундзи запланировал перестроить бухту при минимальных строительных затратах в порт. Строительство порта началось в 1916 году и велось непрерывно в течение 10 лет. Строительный камень вулканического происхождения возили с острова Монерон (Кайбато). Строить быстро мешал скалистый грунт, покрытый песком, илом, булыжником, галькой. Сильные ветры до 30 м/c приостанавливали работы. Весной и осенью разнобой в работу вносили приливы и отливы, изменявшие уровень воды до 60 см. Постройка волнолома заняла период с 1920 по 1925 год. При подготовке фундамента под мол использовалась природная скала, выровненная водолазами. Порт Хонто вступил в число действующих в 1927 году. В Хонто был создан первый незамерзающий на Сахалине порт.
11 октября 1920 года было открыто движение поездов между Хонто и Маокой(Холмск).
В 1937 году западная линия была продлена до станции Куссюнай (Ильинск) в районе перешейка Поясок в самой узкой части острова.
Тем самым было организовано грузо-пассажирское движение поездов по всему юго-западному побережью Сахалина на расстоянии 170,1 км от Хонто до Куссюная.
Также была построена частная железнодорожная линия длиной 16,3 км Хонто — Найхоро (Горнозаводск).
На морской линии Хонто — Вакканай курсировали суда «Северо-японской пароходной акционерной компании».

В 1945, южная часть острова Сахалин, Курильские острова, а вместе с ним и Хонто вошёл в состав РСФСР.
5 июня 1946 года Указом Президиума Верховного Совета СССР на территории Сахалинской области было образовано 14 районов, в том числе и Невельский, с центром в городе Невельске. Хонто был переименован в Невельск, в честь адмирала Геннадия Невельского. Авторами нового наименования были работники Дальневосточной железной дороги, раньше других советских управленцев столкнувшиеся с проблемой переименования железнодорожных станций Южного Сахалина.
10 июня 1946 года постановлением Совета Министров СССР был организован Невельский морской рыбный порт на базе Невельского рыбопромышленного района.

23 августа 1952 года создана Невельская база морского лова в системе Западно-Сахалинского госрыбтреста.
C 5 марта 1955 года Невельская база тралового флота.
В 1946 году создана Невельская судорембаза и судостроительная верфь. В марте 1957 году они были объединены и на их базе создан Невельский судоремзавод.
В 1947 году в Невельск из Советской Гавани переведен рыболовецкий колхоз «Заветы Ильича», который был создан переселенцами из Астрахани в 1920-х годах.
С 1947 года в Невельске базируются морские части погранвойск.
31 августа 1956 года город Невельск был отнесён к категории городов областного подчинения.
В 1972 году городом-побратимом Невельска стал Вакканай префектуры Хоккайдо.
В 06.37 мск 2 августа 2007 года в акватории Татарского пролива (в 15 км северо-западнее Невельска) произошло землетрясение магнитудой 6,1 на глубине 10 км. В Невельске ощущались толчки силой до 6 баллов, были повреждены жилые дома и здания административно-социального назначения, нарушено энерго- и водоснабжение. Повреждено 79 жилых домов (1601 квартира, в них проживало 3242 человека), 8 административных зданий и 6 объектов социального назначения. Пострадало 13 человек, из них погиб один человек.
В 2008 году компания ТрансТелеком (бренд ТТК) совместно с NTT построила подводную ВОЛС Невельск — Исикари протяжённостью 570 км, связывающую Россию с Японией.
К 2012 году в рамках программы по ликвидации последствий стихийного бедствия в Невельске построено 49 жилых домов (1049 квартир). Возведено 11 объектов социально-культурного назначения: школа, детские сады, административные здания, спортивный комплекс, поликлиника, Дом культуры.

## Климат
Климат умеренный муссонный. Подтаёжные широколиственно-темнохвойные леса, растущие на дерново-глеевых почвах и бурозёмах, не характерны для крайнего севера. Средняя температура воды в августе составляет +17,1 °С в Холмске и +18,0 °С в открытом море, к юго-западу от Невельска и Горнозаводска.
- Среднегодовая температура воздуха — 4,7 °C
- Относительная влажность воздуха — 70,9 %[источник не указан 2737 дней]
- Средняя скорость ветра — 6,3 м/с[источник не указан 2737 дней]

| Показатель              | Янв. | Фев. | Март | Апр. | Май | Июнь | Июль | Авг. | Сен. | Окт. | Нояб. | Дек. | Год |
| ----------------------- | ---- | ---- | ---- | ---- | --- | ---- | ---- | ---- | ---- | ---- | ----- | ---- | --- |
| Средняя температура, °C | −7,7 | −7,2 | −3   | 2,7  | 7,3 | 11,7 | 15,8 | 17,9 | 14,8 | 8,7  | 0,8   | −4,9 | 4,7 |
| Норма осадков, мм       | 72   | 56   | 41   | 49   | 55  | 49   | 92   | 105  | 105  | 91   | 84    | 82   | 881 |
| Источник: .             |      |      |      |      |     |      |      |      |      |      |       |      |     |

| Показатель                    | Янв.  | Фев.  | Март  | Апр.  | Май  | Июнь | Июль | Авг. | Сен. | Окт. | Нояб. | Дек.  | Год   |
| ----------------------------- | ----- | ----- | ----- | ----- | ---- | ---- | ---- | ---- | ---- | ---- | ----- | ----- | ----- |
| Абсолютный максимум, °C       | 8,2   | 7,2   | 12,9  | 18,1  | 24,6 | 29,0 | 29,3 | 29,2 | 27,8 | 22,0 | 14,8  | 10,4  | 29,3  |
| Средний суточный максимум, °C | −5,5  | −4,8  | −0,6  | 5,7   | 10,8 | 14,8 | 18,7 | 20,6 | 17,9 | 11,7 | 3,6   | −2,4  | 7,6   |
| Средняя температура, °C       | −8    | −7,6  | −3,4  | 2,6   | 7,3  | 11,5 | 15,7 | 17,6 | 14,7 | 8,3  | 0,7   | −4,9  | 4,6   |
| Средний суточный минимум, °C  | −10,5 | −10,2 | −6,1  | 0,0   | 4,4  | 8,7  | 13,2 | 15,1 | 11,8 | 5,3  | −2,1  | −7,4  | 1,9   |
| Абсолютный минимум, °C        | −22,5 | −22,4 | −21,6 | −11,9 | −5,1 | −0,5 | 3,2  | 6,1  | 0,0  | −7,1 | −15   | −19,7 | −22,5 |
| Норма осадков, мм             | 70    | 50    | 42    | 51    | 59   | 56   | 91   | 96   | 111  | 85   | 77    | 78    | 865   |
| Источник: Climatebase.ru      |       |       |       |       |      |      |      |      |      |      |       |       |       |

| Показатель                                                   | Янв.  | Фев.  | Март | Апр. | Май  | Июнь | Июль | Авг. | Сен. | Окт. | Нояб. | Дек.  | Год   |
| ------------------------------------------------------------ | ----- | ----- | ---- | ---- | ---- | ---- | ---- | ---- | ---- | ---- | ----- | ----- | ----- |
| Абсолютный максимум, °C                                      | 3,4   | 5,1   | 10,6 | 21,2 | 22,5 | 25,2 | 27,4 | 27,7 | 26,3 | 20,2 | 14,1  | 9,0   | 27,7  |
| Средний суточный максимум, °C                                | −4,2  | −3,5  | 0,9  | 6,5  | 11,6 | 15,8 | 20,0 | 22,1 | 19,4 | 12,3 | 4,4   | −1,7  | 8,6   |
| Средняя температура, °C                                      | −6,4  | −6,1  | −1,7 | 3,5  | 8,2  | 12,6 | 16,9 | 19,0 | 16,2 | 9,3  | 1,8   | −3,9  | 5,8   |
| Средний суточный минимум, °C                                 | −8,3  | −8,3  | −3,8 | 1,2  | 5,5  | 10,1 | 14,6 | 16,6 | 13,4 | 6,6  | −0,4  | −5,9  | 3,4   |
| Абсолютный минимум, °C                                       | −16,5 | −16,9 | −12  | −9,2 | −1   | 2,3  | 6,4  | 9,4  | 3,6  | −1,4 | −11,4 | −13,4 | −16,9 |
| Норма осадков, мм                                            | 91    | 84    | 54   | 60   | 61   | 75   | 121  | 100  | 105  | 99   | 77    | 112   | 1036  |
| Средняя влажность, %                                         | 72    | 71    | 70   | 72   | 75   | 81   | 85   | 82   | 75   | 68   | 70    | 70    | 74    |
| Средняя скорость ветра, м/с                                  | 3,3   | 3,2   | 3,0  | 3,1  | 2,7  | 2,2  | 2,0  | 2,1  | 2,4  | 2,8  | 3,2   | 3,4   | 2,8   |
| Источник: Погода и Климат (компиляция данных с метеостанции) |       |       |      |      |      |      |      |      |      |      |       |       |       |

Из-за влияния тёплого Цусимского течения для города, как и для всего юго-западного побережья Сахалина, характерен сравнительно длительный безморозный период, а также гораздо более мягкая зима, чем на аналогичных широтах в Приморье, сопоставимая по термальному режиму с южной частью Центральной России, но без её экстремальных морозов. Весенние заморозки в воздухе обычно заканчиваются 20 апреля, первые осенние начинаются в конце октября — начале ноября. Климатическое лето (период со среднесуточной температурой выше 15°С) начинается в начале июля и заканчивается в середине сентября. Климатическая зима длится около 4 месяцев с конца ноября — начала декабря по конец марта. Число дней с туманами невелико (менее 20 в год).

## Население
| 1925    | 1935    | 1959    | 1967    | 1970    | 1979    | 1989    | 1992    | 1996    |
| ------- | ------- | ------- | ------- | ------- | ------- | ------- | ------- | ------- |
| 4950    | ↗6869   | ↗19 869 | ↗22 000 | ↘20 726 | ↗23 469 | ↗24 236 | ↗24 800 | ↘22 800 |
| 1998    | 2000    | 2001    | 2002    | 2003    | 2005    | 2006    | 2007    | 2008    |
| ↘21 700 | ↘20 600 | ↘20 100 | ↘18 639 | ↘18 600 | ↘17 800 | ↘17 400 | ↘17 000 | ↘16 700 |
| 2009    | 2010    | 2011    | 2012    | 2013    | 2014    | 2015    | 2016    | 2017    |
| ↘14 664 | ↘11 682 | ↘11 598 | ↘11 228 | ↘10 965 | ↘10 722 | ↘10 603 | ↘10 589 | ↗10 681 |
| 2018    | 2019    | 2020    | 2021    | 2023    | 2024    |         |         |         |
| ↘10 421 | ↘9996   | ↘9815   | ↗10 608 | ↘10 528 | ↗10 568 |         |         |         |

На 1 января 2024 года по численности населения город находился на 891-м месте из 1119 городов Российской Федерации.

## Главы администрации
1985—1989 — Фархутдинов, Игорь Павлович 

1989—1991 —Костюков, Александ Егорович 

1991—1996 — Малахов, Иван Павлович 

1998—2005 — Роточев, Василий Васильевич 

2005—2017 — Пак, Владимир Николаевич 

2017 — н. в. — Шабельник, Алексей Васильевич

## Инфраструктура
- Детский сад № 2 «Журавушка»
- Детский сад № 4 «Золотая рыбка»
- Детский сад № 11 «Аленький цветочек»
- Детский сад № 16 «Малышка»
- Детский сад № 17 «Кораблик»
- Средняя общеобразовательная школа № 2
- Средняя общеобразовательная школа № 3 имени Героя Советского Союза Михаила Петровича Девятаева
- Детская школа искусств
- Центр детского творчества
- Сахалинский морской колледж — филиал ДГТРУ. Основан 26 мая 1947 года как Сахалинский рыбопромышленный техникум, в 1954 году реорганизован в Сахалинское мореходное училище. В 1992 году на базе училища создан Сахалинский морской колледж[43]
- Центральная районная больница
- Централизованная библиотечная система. В 1946 году открыта Невельская центральная районная библиотека[44].
- Районный дом культуры имени Геннадия Ивановича Невельского
- Историко-краеведческий музей. Открыт в 1989 году
- Газета «Невельские новости». Первый номер вышел 20 марта 1948 года[45].
- Природный парк «Остров Монерон»

## Русская православная церковь
В 1998 году построен деревянный Храм Рождества Пресвятой Богородицы.

## Достопримечательности
На брекватер Невельска каждый год в январе — феврале, во время межсезонных миграций, приходят сивучи в количестве нескольких сотен и остаются там до конца июля. Сивуч является одним из символов города и представлен на гербе города. Только в трех портах мира селятся сивучи — Сиэтле и Петропавловске-Камчатском. Лежбище образовалось в 1967—1968 годах.
Брекватер защищает порт от штормов и имеет длину 400 метров, высоту 6 метров. В результате землетрясения 2 августа 2007 года брекватер поднялся более чем на метр. В результате только самые сильные сивучи смогли забираться на него. Также со стороны берега стало возможно пройти на брекватер, чем пользуются многочисленные желающие увидеть сивучей вблизи. Это распугивает сивучей в местах их отдыха и провоцирует гибель родившихся детёнышей. Количество сивучей на брекватере снизилось до нескольких десятков. Всё это ставит лежбище под угрозу исчезновения. В 2010 году установлена защитная стена, препятствующая проникновению с берега на брекватер. Это позволило сохранить уникальное лежбище сивучей.
В 1993 году в г. Невельске, в Южном распадке, открыт памятный знак жертвам сбитого в 1983 году южнокорейского самолёта «Боинг-747» рейса KAL-007.
В 1967 году на сопке был установлен «Памятник экипажам судов „Севск“, „Себеж“ и „Нахичевань“, погибшим 19 января 1965 года на трудовом посту». Мемориал был виден из большей части города и являлся популярным местом для посещения новобрачными. Мемориал установлен в память о трагедии 19 января 1965 в Бристольском заливе Берингова моря в 100 милях от побережья США, где в результате шторма затонули 4 советских рыболовных траулера: «Бокситогорск», «Севск», «Нахичевань» и «Себеж». Погибло около 100 человек, был спасен только один рыбак. Мемориал был серьёзно поврежден землетрясением 2007 года, принято решение о его реконструкции. После реконструкции мемориал был перенесен с сопки на набережную недалеко от смотровой площадки, с которой можно наблюдать за сивучами. Также в память об этой трагедии, в Находке где был приписан траулер «Бокситогорск», на сопке Лебединой, в 1979 году воздвигнут мемориал «Скорбящая мать».

## Известные личности
- Гришаев, Сергей Эдуардович — баскетболист, тренер.
- Белошейкин, Евгений Владимирович — хоккеист, вратарь. Олимпийский чемпион, чемпион мира.
- Тен, Юрий Михайлович — депутат Государственной думы с 1993 по 2003 год.
- Костусев, Алексей Алексеевич — доктор экономических наук, профессор, председатель Антимонопольного комитета Украины в 2001—2008 гг, политик[52], городской голова (мэр) Одессы[53].
- Малахов, Иван Павлович — мэр Невельска, ранее проходивший службу на пограничном сторожевом корабле в Невельске, а впоследствии губернатор Сахалинской области, уволенный из-за последствий землетрясения в Невельске.